# Историческое время
Историческое время — категория, применяемая историками для создания последовательного, единого, непротиворечивого и убедительного процесса развития человечества, где каждому событию определено его уникальное место.

## Время как категория истории
Время является важнейшей категорией истории, её несущей конструкцией, и, как считают некоторые историки, оно является в каком-то смысле той исторической субстанцией, в которой существуют события прошлого. В соответствии с современными взглядами принято считать, что история развивается во времени и является специфической частью прошлого. «Иными словами, время не дано историку как какое-то время, где-то там существующее еще до начала его исследования. Оно выстраивается историком благодаря специальной работе, являющейся частью ремесла историка».
Время, как и пространство, служит для расположения событий в сознании историка. В противном случае они будут представлять собой хаотичное собрание образов и представлений, с которыми сознание ничего неспособно сделать.
Время и история неразрывно связаны. История развертывается в последовательности уникальных событий, а последние упорядочены отношением «раньше, чем» и таким образом появляется время.
Историческое время — одна из разновидностей времени, используемое историками для создания образа прошлого. Его особенности определяются объектом истории — прошлым, а также теоретическими особенностями построения образа прошлого в конкретную эпоху.

## Формирование исторического времени
Историческое время формируется постепенно. В доисторический период, когда изменений нет, отсутствует необходимость и в историческом времени, которое создается для того, чтобы четко зафиксировать эти изменения друг относительно друга. Понятий «до» и «после» настоящего момента вполне достаточно для описания неуникальных событий. Даже в период древних цивилизаций историческое время было крайне примитивным, так Дж. Уитроу пишет, что «египтяне имели очень слабое историческое чувство или чувство прошлого и будущего. Ибо они представляли мир существенно статичным и неизменным. Он вышел полностью готовым из рук творца. Исторические события были, следовательно, не чем иным, как поверхностными нарушениями установленного порядка или повторяющимися событиями никогда не изменяющегося значения. Прошлое и будущее — отнюдь не имеющие самостоятельного интереса — полностью подразумевались в настоящем… Даже для греков вся история сводилась в общем к современной им истории».
Развитость категории времени всегда оказывало влияние на историописание. Сначала, когда время прошлого делилось на время правления вождей, понтификаты, царствования, историк мог создавать только локальные истории, такие, как история отдельного племени или народа, города (полиса) и т. п. Связать их воедино и создать единую историю, было невозможно, ввиду отсутствия универсальной и единой категории исторического времени.
Как и все остальные виды времени, создаваемые человеком, историческое время не является неизменным и навсегда данным. Сартр, Жан-Поль писал: «Мы должны понять, что ни люди, ни их действия не находятся во времени: время, как конкретное свойство истории, созидается людьми на основе их изначального времяполагания».
До XIX века историки пользовались общепринятыми представлениями о времени и только с середины 1930-х гг. стали различать календарное и историческое время. "Календарное время — это время астрономическое, однородное, формальное, непрерывное, количественное, время календарей и часов. Историческое время —это темпоральное воплощение социального. Время, конституирующее опыт (содержательное, качественное, прерывное, относительное). Оно неоднородно, гетерогенно, многомерно. Каждая историческая реальность (процесс, отношение, связь, явление) функционирует в русле только ей присущего исторического времени. У каждого исторического феномена свой ритм, свой тип частоты, своя периодичность..
Марксистская историческая наука руководствовалась календарным временем и не выработала собственной концепции исторического времени, поэтому его определения нет даже в многотомной Советской исторической энциклопедии.
Идеалистическое понимание исторического времени основывается на кантовском понимании времени, как априорного свойства человеческого сознания. «Время, — считает И. Кант, — есть не что иное, как форма внутреннего чувства, то есть созерцания нас самих и нашего внутреннего состояния». В идеалистическом подходе к истории время — фундаментальное понятие человеческого мышления, упорядочивающее хаос реального мира в сознании человека путем придания ему последовательности, свойств, форм и течения, сообразно мировоззрению историка. Коренное отличие идеалистического понимания времени от материалистического в том, что материализм рассматривает время как объективно существующее, а идеализм — как свойство сознания. Историческое время в идеалистическом подходе зависит от главных мировоззренческих идей эпохи, в которую творит тот или иной историк.
Историческое время, может обладать различной длительностью, при формальном равенстве временных интервалов. С категорией времени тесно связаны понятия эпохи и периода, которые отличаются своим качеством, формируемым преимущественно господствующими в обществе идеями.

## Историческое время и мировоззрение
Особенности видов времени определяются объектом, к которому это время применяется, а также мировоззрением, которое наделяет историческое время смыслом и устанавливает его конкретные формы и параметры. В мифологический период время наполняется смыслом того конкретного мифа, который господствует в том или ином обществе, либо разделяется создателем истории. В христианстве историческое время служит для движения души человека к Спасителю и спасению. В марксистской мировоззренческой парадигме время нужно для освобождения человека от эксплуатации и создания вечного рая на земле — коммунизма. В марксизме время очень похоже на христианское, но только оно не заканчивается с наступлением коммунизма, а продолжается. С наступлением коммунизма заканчивается история, поскольку изменений больше не будет, развитие останавливается, наступает последний период в жизни человечества. Также и в либеральном мировоззрении история заканчивается с победой свободного общества, а время продолжает существовать, именно поэтому Ф. Фукуяма провозгласил конец истории.
Историческое время непостоянно как в сторону прошлого, так и будущего. При этом оно зависит от главных мировоззренческих идей, которые господствуют в данное время в данном обществе. По концепции мироздания зороастризма, мир существует на протяжении 12 тысяч лет. В период господства христианского мировоззрения считалось, что начало времен произошло за 5508 лет до н. э. то есть чуть более семи с половиной тысяч лет назад. В соответствии с современными взглядами время существования Вселенной составляет более 13 млрд лет.
Историческое время, отводимое человечеству в будущем, также ограничено господствующими мировоззренческими взглядами. Так в рамках религиозного мировоззрения человечеству отводилось, если понимать Библию буквально, очень непродолжительное время после смерти Иисуса Христа. Второй приход Мессии, Страшный суд и конец времен должно было застать поколение, жившее при Христе. Сам Иисус говорит об этом: «Истинно говорю вам: есть некоторые из стоящих здесь, которые не вкусят смерти, как уже увидят Сына Человеческого, грядущего в Царствии Своем» [Евангелие от Матфея. 16:28].
Некоторые исторические школы создают свои формы времени, так, например, школа Анналов приняла разработанную Ф. Броделем концепцию трех времен: короткого, среднего и долгого. При этом время историка — это долгое время, а короткое и среднее — время социолога.

## Шкала времени
Для упорядочивания исторических событий друг относительно друга служит хронологическая шкала, позволяющая однозначно располагать событие в историческом времени. Историческое событие привязывается не только к уникальной точке на хронологической шкале, но и имеет однозначную пространственную локализацию.
Хронология позволяет выстроить не только последовательность событий, но и, если это необходимо, причинно-следственные связи, поэтому хронологическая шкала является важнейшим инструментом историка. В отличие от литератора он должен принципиально придерживаться хронологии и не может себе позволить поместить исторического героя, действие, событие в ненадлежащий промежуток времени, иначе нарушается одно из основополагающих требований исторической науки.

## Историк и время
Историк занимается строительством картины прошлого в своем сознании и время, которое он привносит в эту картину, не есть лишь его субъективное чувство, оно является производным от тех взглядов на время, которые господствуют в данный момент в обществе. То, какое время и как историк использует в своем построении прошлого, зависит также от его целей и задач.
Историческое время, время историка — субъективно, так же, как и та картина прошлого, которую он создает в своем сознании. Однако это не означает, что оно ничем не отличается от времени в литературном произведении, которое не обязано строго привязываться к шкале времени.
Историческое время появляется там, где есть изменения, невозможные прежде. Это то новое, что созидается творчеством человека и создает историю. Историческое время формируется, чтобы упорядочить эти изменения в сознании человека, построить прошлое. Там, где нет изменений, там нет истории. В неизменном круговороте доисторического существования прошлое, настоящее и будущее неотличимы друг от друга.
Историческое время нужно историку, чтобы создать единую, непротиворечивую и убедительную картину прошлого, где каждому событию определено его уникальное место. Как пишет Р. Арон: «событие имеет пунктирный и мимолетный характер. Завершаясь, оно исчезает… Вообще, оно существует только для сознания: либо оно является актом сознания в своей мгновенности, либо интенциональным объектом какого-либо акта. Мгновенная схваченность или схваченность мгновенности, она недоступна, неуловима, за пределами всякого знания».
Историк привязывает время своего повествования к астрономическому времени с помощью календаря и тем самым упорядочивает события. Время помогает создать ему убедительную картину прошлого.